# César Prates
César Prates (Aratiba, 8 februari 1975) is een Braziliaans profvoetballer. Hij staat bekend om zijn mooie vrije trappen. Hij speelt voor de Braziliaanse club AD Portuguesa.

## Carrière
Hij begon zijn professionele carrière in SC Internacional.
Na daar een paar seizoenen gespeeld te hebben wilde Real Madrid Castilla hem hebben. Daar mocht hij 15 wedstrijden spelen, waarna hij verhuurd werd aan CR Vasco da Gama.
Hij kreeg daar weinig kans om te spelen, en uiteindelijk besloot hij om naar Sporting Lissabon te gaan. Daar kreeg hij meer kans en won hij de Portugese SuperLiga.
Drie jaar daarna kreeg hij een bod van Galatasaray, waarbij hij sporadisch aan spelen toe kwam.
Daarna koos hij onder meer voor ploegen van Braziliaanse en Italiaanse competities.